# Anna Fischer (Politikerin)
Anna Fischer (* 1997 in Bremen) ist eine deutsche Politikerin der Partei Die Linke. Sie ist seit 2022 zusammen mit Christoph Spehr Landessprecherin von Die Linke Bremen.

## Leben
Fischer studiert Medienwissenschaft. Sie lebt in Bremen.

## Politischer Werdegang
Fischer war als Zehntklässlerin als gewähltes Mitglied der Gesamtschüler*innenvertretung Bremen aktiv. Sie war im Jugendverband Linksjugend solid und in feministischen und antifaschistischen Bündnissen aktiv.
2020 wurde Fischer in den Landesvorstand Bremen von Die Linke gewählt. Im Januar 2022 wurde Fischer zusammen mit Christoph Spehr als Sprecherin des bremischen Landesverbandes gewählt. Dabei setzte sie sich gemeinsam mit Spehr in einer Kampfkandidatur gegen die bis dahin amtierende Landessprecherin Cornelia Barth und den früheren Landessprecher Felix Pithan durch. Im Februar 2024 wurden Fischer und Spehr als Landesvorsitzende wiedergewählt. Im Landesvorstand war Fischer zunächst für die Themen Antifaschismus, Flucht, Migration und Queer zuständig und ist inzwischen für die Themen Migration und Integration zuständig. Sie gehört der Bewegungslinken an.
Bei der Bürgerschaftswahl in Bremen im Mai 2023 kandidierte Fischer erfolglos auf Platz 15 der Landesliste. Zeitgleich wurde sie in den Beirat Walle gewählt.

## Politische Positionen
Fischer setzt sich für ein Legalisierungsprogramm für papierlose Menschen und einen kostenlosen ÖPNV ein. Sie sprach sich gemeinsam mit weiteren Linken-Politikern dafür aus, hinsichtlich des Russland-Ukraine-Kriegs von der Grundsatzposition der Linken, Waffenlieferungen abzulehnen, eine Ausnahme zu machen.